# Francis Kerbiriou
Francis Kerbiriou, född den 11 maj 1951 i Rennes, Frankrike, är en fransk friidrottare inom kortdistanslöpning.
Han tog OS-brons på 4 x 400 meter vid friidrottstävlingarna 1972 i München. 